# Kommunikationswirt
Kommunikationswirt ist eine durch Regelungen privater Bildungsträger geregelte berufliche Fortbildung an schulischen Bildungsstätten.

## Beruf und Ausbildung
Der Kommunikationswirt ist im Bereich des Marketing und der Kommunikation tätig. Zu seinen Aufgaben gehört die Konzeption von Marketingstrategien, Werbekampagnen und Imagekampagnen und deren Realisierung. Übliche Branchen sind Werbe- bzw. PR-Agenturen, Werbe- oder Öffentlichkeitsabteilungen, Verbände und Parteien. Die Ausbildung ist in Hessen staatlich anerkannt. Sie soll für die Praxis relevantes Kommunikationswissen vermitteln und Zusammenhänge zwischen theoretischen Grundlagen, Fallstudien aller Branchen und eigener Berufspraxis aufzeigen. Behandelt werden dabei neue Entwicklungen in Marketing und Kommunikation und deren Vernetzung mit dem traditionellen Marketing.
Daneben gibt es den Dipl.-Kommunikationswirt. Dieser setzt ein dreijähriges Studium an einer öffentlichen Universität oder Fachhochschule voraus.